# Giordani Rodrigues
Giordani Rodrigues (Patos, 8 de abril de 1965 — Curitiba, 31 de março de 2006) foi um jornalista brasileiro. 
Giordani era editor do site brasileiro InfoGuerra. Foi também diretor de Imprensa e Relações Públicas da Associação Brasileira de Direito e Tecnologia da Informação (ABDTI), um dos fundadores da Associação Brasileira de Jornalismo Investigativo (Abraji) e colunista de tecnologia da Revista Homem Vogue. É co-autor do livro Internet Legal - O Direito na Tecnologia da Informação - Ed. Juruá - 2003 - org. Omar Kaminski - ISBN 85-362-0439-7. Foi assassinado por Renilton Xavier de Souza, que posteriormente foi condenado a 20 anos sob acusação de latrocínio.
A última manifestação de reconhecimento público recebida com grande satisfação por Giordani Rodrigues, durante a Security Week Brasil 2006, foi o Prêmio SecMaster 2005 - 3º Prêmio de Excelência do Profissional em Segurança da Informação, na categoria de Melhor Contribuição Jornalística, conferido após decisão da comissão julgadora representante da opinião da Academia. Trata-se de um dos mais relevantes prêmios para o setor promovido pela ISSA Brasil -- representante da Information Systems Security Association no Brasil -- e organizado pela empresa de eventos de tecnologia Via Fórum.